# Milanów (Sobolew)
Milanów – dawniej samodzielna wieś, od 1990 część wsi Sobolew w województwie mazowieckim, w powiecie garwolińskim, w gminie Sobolew.
Milanów stanowi południowo-wschodnią część Sobolewa. Jest to typowa ulicówka rozpościerająca się wzdłuż ulicy Żelechowskiej w kierunku na Sokół. Znajduje się tu dom weselny Sevilla.

## Historia
Dawniej samodzielna miejscowość. Od 1867 w gminie Sobolew. W okresie międzywojennym należała do powiatu garwolińskiego w woj. lubelskim. 14 października 1933 utworzono gromadę Milanów w granicach gminy Sobolew. 1 kwietnia 1938 wraz z całym powiatem garwolińskim włączony do woj. warszawskiego.
Podczas II wojny światowej w Generalnym Gubernatorstwie, w powiecie garwolińskim w dystrykcie warszawskim. W 1943 Milanów liczył 265 mieszkańców.
Po wojnie Milanów wszedł w skład terytorialnie zmienionego woj. warszawskiego. Według stanu z 1 lipca 1952 Milanów stanowił jedną z 20 gromad gminy Sobolew.
W związku z reorganizacją administracji wiejskiej jesienią 1954, Milanów wszedł w skład nowej gromady Sobolew.
Od 1 stycznia 1973 w reaktywowanej gminie Sobolew (powiat garwoliński). W latach 1975–1989 miejscowość należała administracyjnie do województwa siedleckiego.
1 stycznia 1990 roku Milanów (a także sąsiedni Teofilów) włączono do Sobolewa, a nazwę Milanów zniesiono.